# SIMPLE
SIMPLE（SIP for Instant Messaging and Presence Leveraging Extensions），是一个基于sip协议的即时消息通信协议族。
此协议由IETF的IMPP工作组提出，其草案及正式协议文档，进展等信息可以参考。
与SIMPLE协议类似的还有同样开源的XMPP即时通讯协议。google talk支持XMPP。